# Nhiệt độ hiệu dụng
Nhiệt độ hiệu quả của một vật thể như một ngôi sao hoặc hành tinh là nhiệt độ của một vật thể màu đen sẽ phát ra cùng một lượng bức xạ điện từ. Nhiệt độ hiệu quả thường được sử dụng như một ước tính về nhiệt độ bề mặt của cơ thể khi đường cong phát xạ của cơ thể (như một hàm của bước sóng) không được biết đến.
Khi độ phát xạ ròng của ngôi sao hoặc hành tinh trong dải bước sóng có liên quan nhỏ hơn thống nhất (nhỏ hơn so với vật thể đen), nhiệt độ thực tế của cơ thể sẽ cao hơn nhiệt độ hiệu quả. Độ phát xạ ròng có thể thấp do tính chất bề mặt hoặc khí quyển, bao gồm cả hiệu ứng nhà kính.

## Sao

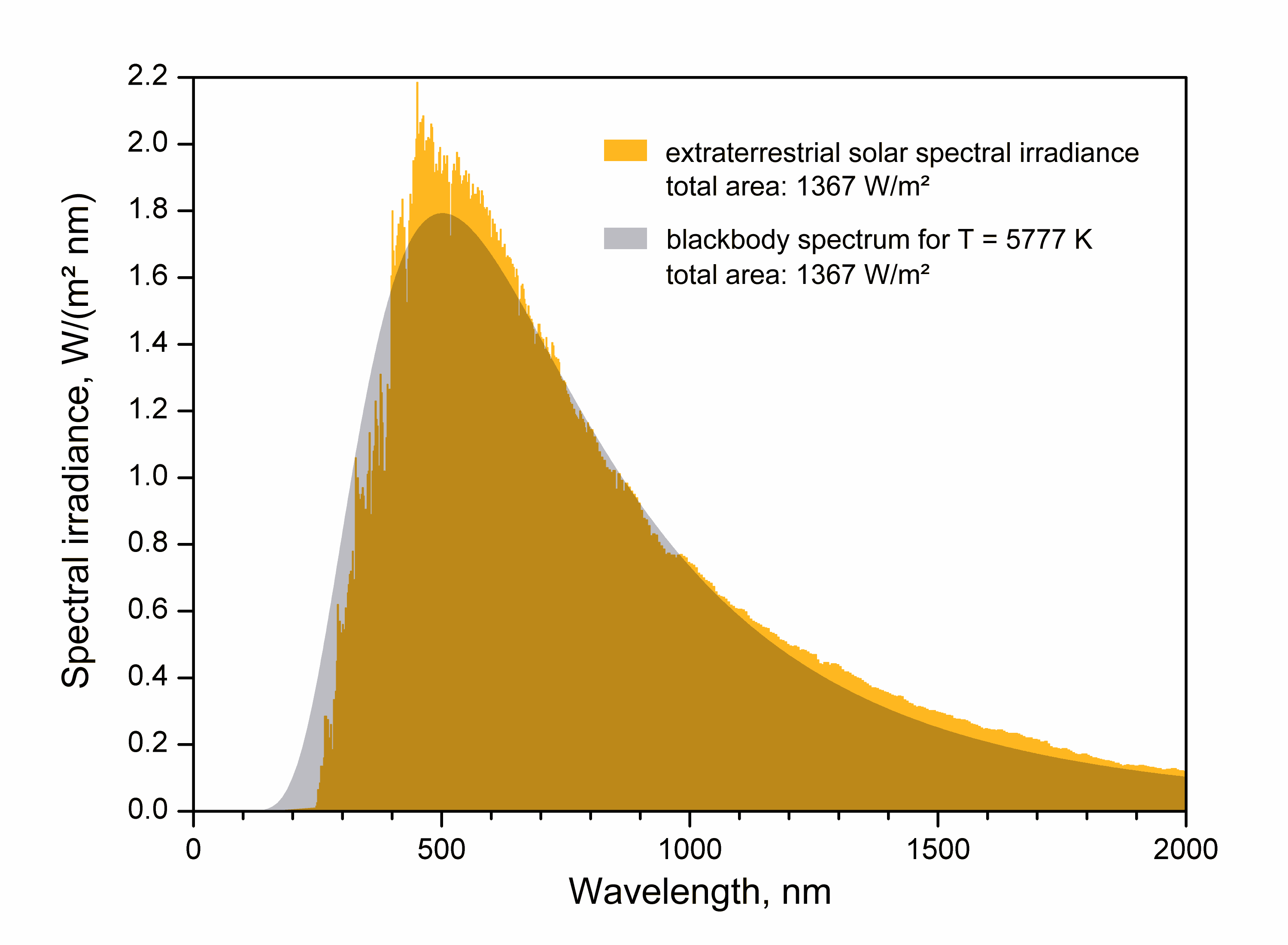
Nhiệt độ hiệu quả của Mặt trời (5777 kelvins) là nhiệt độ mà một vật thể màu đen có cùng kích thước phải có cùng công suất phát xạ.

Nhiệt độ hiệu dụng của một ngôi sao là nhiệt độ của một vật thể màu đen có cùng độ sáng trên mỗi diện tích bề mặt như ngôi sao và được xác định theo định luật Stefan Stefan Boltzmann FBol = σTeff4. Lưu ý rằng tổng độ chói (bolometric) của một ngôi sao sau đó L = 4πR2σTeff4, trong đó R là bán kính của sao. Định nghĩa của bán kính sao rõ ràng là không đơn giản. Nghiêm khắc hơn, nhiệt độ hiệu quả tương ứng với nhiệt độ tại bán kính được xác định bởi một giá trị nhất định của độ sâu quang học Rosseland (thường là 1) trong bầu khí quyển sao. Nhiệt độ hiệu quả và độ chói của phép đo là hai thông số vật lý cơ bản cần thiết để đặt một ngôi sao trên biểu đồ Hertzsprung-Russell. Cả nhiệt độ hiệu quả và độ chói của phép đo phụ thuộc vào thành phần hóa học của một ngôi sao.
Nhiệt độ hiệu quả của Mặt trời của chúng ta là khoảng 5780   kelvins (K). Các ngôi sao có độ dốc nhiệt độ giảm dần, đi từ lõi trung tâm của chúng lên bầu khí quyển. "Nhiệt độ lõi" của Mặt trời, nhiệt độ ở trung tâm Mặt trời nơi xảy ra các phản ứng hạt nhân - vào khoảng 15 triệu K
Chỉ số màu của một ngôi sao biểu thị nhiệt độ của nó từ các ngôi sao rất mát mẻ theo tiêu chuẩn của sao Sao đỏ M sao tỏa ra rất nhiều trong tia hồng ngoại đến các sao O màu xanh rất nóng tỏa ra phần lớn trong tia cực tím. Nhiệt độ hiệu dụng của một ngôi sao biểu thị lượng nhiệt mà ngôi sao tỏa ra trên một đơn vị diện tích bề mặt. Từ các bề mặt ấm nhất đến mát nhất là chuỗi các phân loại sao được gọi là O, B, A, F, G, K, M.
Một ngôi sao đỏ có thể là một sao lùn đỏ nhỏ bé, một ngôi sao sản xuất năng lượng yếu ớt và một bề mặt nhỏ hoặc một ngôi sao khổng lồ hoặc thậm chí siêu khổng lồ như Antares hoặc Betelgeuse, một trong hai tạo ra năng lượng lớn hơn rất nhiều nhưng truyền qua bề mặt quá lớn ngôi sao tỏa ra ít trên một đơn vị diện tích bề mặt. Một ngôi sao ở gần giữa quang phổ, như Mặt Trời khiêm tốn hay Capella khổng lồ tỏa ra nhiều năng lượng trên một đơn vị diện tích bề mặt hơn các ngôi sao lùn đỏ yếu ớt hoặc các siêu sao nở hoa, nhưng ít hơn một ngôi sao trắng hoặc xanh như Vega hoặc Rigel.